# Satiro di Panticapeo
Satiro di Panticapeo (in greco antico: Σάτυρος?, Sátyros; V secolo a.C. – Teodosia, IV secolo a.C.) è stato signore di Panticapeo (Regno del Bosforo Cimmerio).
Dopo la guerra del Peloponneso, fondò il Regno del Bosforo di cui allargò il territorio sottomettendo diverse città greche del territorio.
Mantenne e sviluppò importanti rapporti commerciali con Atene.